# Травяны (посёлок)
Травяны — упразднённый в ноябре 2023 года посёлок в Каменском районе Свердловской области России.

## География
Посёлок Травяны располагался в 8 километрах (по автодороге в 10 километрах) к востоку от города Каменска-Уральского, рядом с железнодорожной веткой Екатеринбург — Курган, при остановочном пункте Травяны Свердловской железной дороги.

## История
В 1928 году в этом месте существовало поселение — Будка железной дороги 299 километр, входившее в Травянский сельсовет Каменского района Шадринского округа Уральской области.
В феврале 2023 года постановлением главы Каменского городского округа № 215 создана комиссия по упразднению посёлка. В сентябре того же года внесён законопроект об упразднении посёлка. Посёлок был упразднён 1 ноября 2023 года.

## Население
| 2002 | 2010 | 2021 |
| ---- | ---- | ---- |
| 22   | ↗23  | ↘5   |

Структура
- В 1926 году в поселении Будка железной дороги 299 километр был 1 дом с населением 5 человек[3].
- Комисия по упразднению нашла в посёлке два дома и они были сломаны без жителей[10].
- По данным переписи населения 2002 года, русские составляли 74 % от общего числа жителей Травян[11]. По данным переписи населения 2010 года, в посёлке проживали 23 человека — 11 мужчин и 12 женщин[12].